# Floirat Z10
Le Floirat-Mulhouse Z-10 est un autobus produit entre 1954 et 1959 par la Société d'Automobiles et Carrosseries d'Annonay (appartenant au groupe Floirat).

## Histoire
Avec la suppression de l'ancien réseau des tramways mulhousiens en 1957, la Société des tramways de Mulhouse collabore avec le constructeur Floirat à la conception d'un cahier des charges pour un autobus urbain.
Construit par la Société d'Automobiles et Carrosseries d'Annonay appartenant au groupe Floirat, l'autobus sera livrée aux TM le 4 avril 1954. Ces derniers constatant des points non conformes au cahier des charges, le prototype 201 sera renvoyé à Annonay et reviendra le 9 mai. À la suite de ces non-conformités, certaines pièces seront fabriquées par l'exploitant dans ses ateliers. À la suite de cela, les livraisons se déroulent de 1954 à 1959.
Il est à l'origine conçu avec trois portes et prévu pour le service à deux agents (un conducteur et un receveur), la troisième porte sera cependant supprimée après 1958 et l'exploitation sera faite à un seul agent en libre service.

## Train routier Floirat
Pour permettre de répondre aux affluences sur les anciennes lignes de tramway, les véhicules 201 à 213 et 224 à 231 étaient prévus pour tracter des remorques Floirat FM450 et fonctionner en train routier offrant une capacité de 150 passagers.

## Caractéristiques

### Caractéristiques générales
|                                  | Z10 et Z10A |
| -------------------------------- | --- |
| Années de production             | 1954 - 1959 |
| Longueur                         | 10,97 m |
| Largeur (sans rétroviseurs)      | 2,5 m |
| Hauteur (sans climatisation)     | 3,22 m |
| Empattement                      | |
| Porte-à-faux avant               | |
| Porte-à-faux arrière             | |
| Rayon de braquage                | |
| Angle d’attaque / Fuite          | |
| Masse à vide                     | 8,3 t à 8,9 t |
| Poids total en charge            | 14,5 t |
| Capacité :assis + debout = maxi* | Service à 2 agents - 201 - 223 25+2 + 70 = 97 - 224 - 228 32+2 + 6* + 56 = 90** - 229 - 231 28+2 + 6* + 51 = 81** - 248 - 253 30+2 + 53 = 85 Service à 1 agent - 25 + 66 = 91 |
| Portes                           | - 2 portes après 1958 - 3 portes (d'origine) |
| Hauteur du plancher              | |

*strapontins
**capacité totale assis + debout sans les strapontins

### Caractéristiques techniques[4]
|                    | Z10 et Z10A                                                                |
| ------------------ | -------------------------------------------------------------------------- |
| Châssis            | Société d'Automobiles et Carrosseries d'Annonay                            |
| Carrosserie        | Société d'Automobiles et Carrosseries d'Annonay                            |
| Moteurs            | - 201 - 228 Hispano DWXLD - 229 - 231 Hispano HS102 - 248 - 253 MAN 1246M1 |
| Transmission       |                                                                            |
| Boites de vitesses | préselective Wilson 4 vitesses                                             |
| Vitesse Maximum    | 60 Km/h                                                                    |
| Frein              | - circuit principal - circuit de secours à commande pneumatique            |
| Suspension         |                                                                            |
| Direction          |                                                                            |

### Motorisations[4]
L'ensemble de la gamme est équipée de moteurs Hispano d'une puissance de 130 à 150 chevaux selon la série à l'exception des 6 autobus livrés à la ville de Neunkirchen (Sarre) qui recevront un moteur MAN de 130 chevaux.
| Constructeur | Nom    | Type  | Cylindrée | Puissance fiscale | Puissance réelle              | Capacité |
| ------------ | ------ | ----- | --------- | ----------------- | ----------------------------- | -------- |
| Hispano      | DWXLD  | avant | 6 cyl.    |                   | 130 ch 95,6 kW à 2 600 tr/min |          |
| Hispano      | HS102  | avant | 6 cyl.    |                   | 150 ch 110 kW à 2 600 tr/min  |          |
| MAN          | 1246M1 | avant | 6 cyl.    |                   | 130 ch 95,6 kW à 2 200 tr/min |          |

## Commercialisation
| Lieux               | Exploitant | Modèle | Motorisation | Nombre | Numéros de parc | Mises en service    | Observations - Particularités                         |
| ------------------- | ---------- | ------ | ------------ | ------ | --------------- | ------------------- | ----------------------------------------------------- |
| Mulhouse            | TCM        | Z10/1  |              | 13     | 201 - 213       | 1954                |                                                       |
| Mulhouse            | TCM        | Z10/2  |              | 10     | 214 - 223       | 1955                |                                                       |
| Mulhouse            | TCM        | Z10/3  |              | 5      | 224 - 228       | 1956                |                                                       |
| Mulhouse            | TCM        | Z10    |              | 6      | 248 - 253       | 1955* 1965 - 1966** | Racheté d'occasion à la ville de Neunkirchen (Sarre). |
| Mulhouse            | TCM        | Z10A/4 |              | 1      | 229             | 1958                |                                                       |
| Mulhouse            | TCM        | Z10A/5 |              | 2      | 230 - 231       | 1959                |                                                       |
| Neunkirchen (Sarre) |            | Z10    |              | 6      |                 | 1955                | Vendus aux TCM entre 1965 et 1966.                    |

*mis en service à Neunkirchen
**mis en service à Mulhouse à la suite de leur rachat

## Matériel préservé
Les autobus Z10 sont progressivement supprimés à Mulhouse entre 1970 et 1974 à l'exception de deux véhicules, le 209 a été préservé par l'exploitant actuel Soléa, rénové en état d'origine en état de rouler, il a participé en 2014 aux célébrations des 130 ans du réseau TCM actuellement Soléa,.

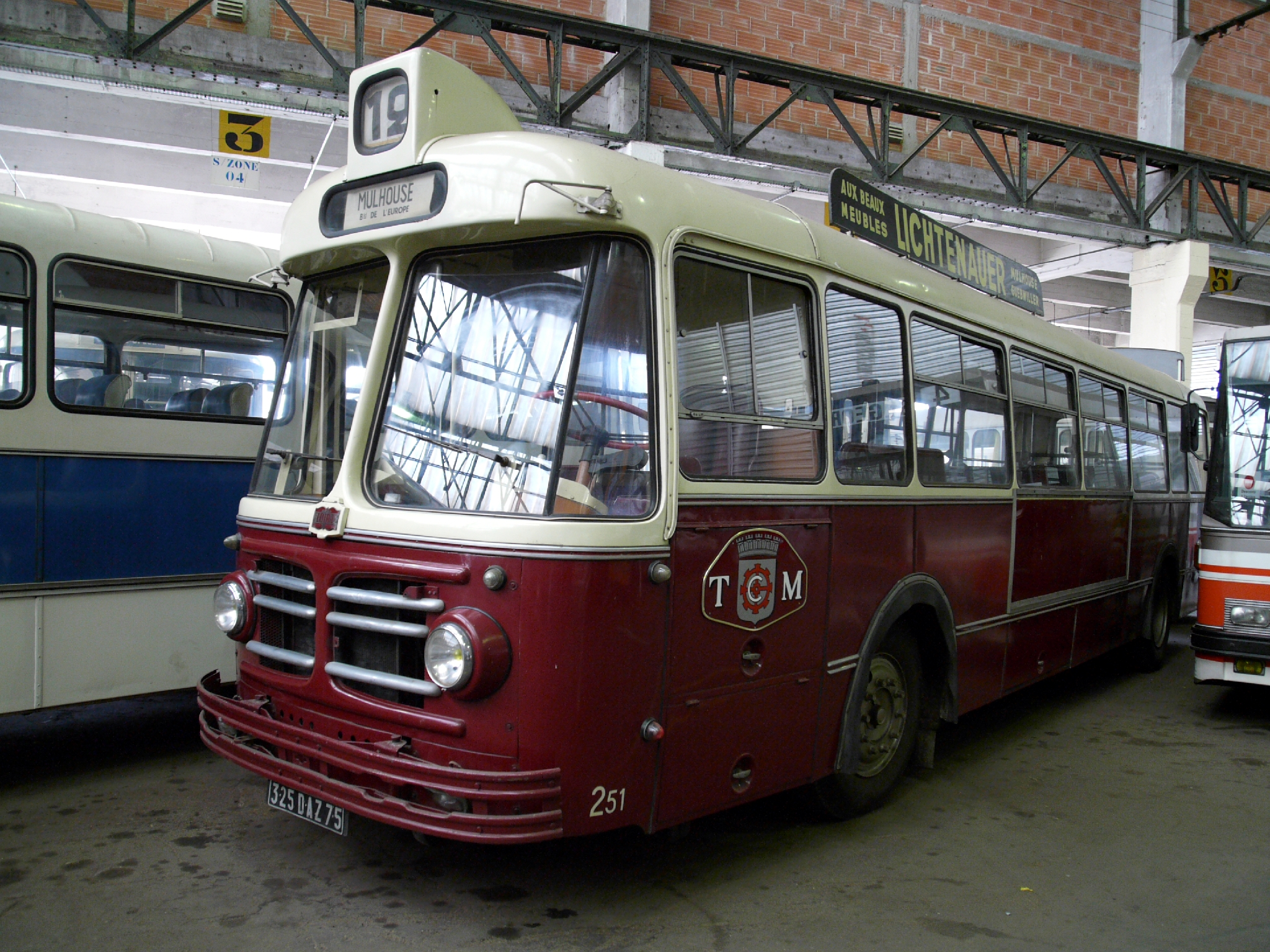
Autobus Floirat Z10 préservé par l'AMTUIR.

Un deuxième bus no 251 fut offert à l'AMTUIR et entra dans la collection le 6 nomvembre 1977.
| Lieu     | Entité | Modèle | Nombre | Numéros de parc | Observations - Particularités                                                 |
| -------- | ------ | ------ | ------ | --------------- | ----------------------------------------------------------------------------- |
| Mulhouse | Soléa  | Z10/1  | 1      | 209             | En état d'origine 3 portes pour l'exploitation à 2 agents. En état de rouler. |
| Chelles  | AMTUIR | Z10    | 1      | 251             | En état 1958 pour une exploitation à agent seul.                              |